# Cipolla di Suasa
La cipolla di Suasa è un prodotto tipico coltivato esclusivamente nell'areale di Castelleone di Suasa (AN) e San Lorenzo in Campo (PU).
La forma è semibulbosa con un colore esterno simile alle terrecotte, la polpa è bianca, dalle tuniche rosacee e ha un sapore dolce.
Nel 1999 le amministrazioni comunali di Castelleone di Suasa e San Lorenzo in Campo con il contributo della Provincia di Ancona e dell'agenzia ASSAM hanno iniziato un programma di riscoperta, valorizzazione e divulgazione di questo prodotto tipico coltivato almeno sin dall'inizio del Novecento.
L'istituto sperimentale statale di Monsampolo del Tronto ha provveduto alla selezione genetica del seme per individuare l'ecotipo originale e per migliorare la qualità del bulbo.
L'associazione turistica ProSuasa ha portato alla conoscenza del pubblico questo prodotto riscoperto organizzando l'annuale Festa della Cipolla. Attorno a questo ingrediente si sono sviluppati diverse ricette e prodotti derivati: dalle più tradizionali cipolle fritte, zuppa di cipolla, in agrodolce, al gratin e ai più inconsueti come gelato alla cipolla, marmellata alla cipolla e il "Cipollino", un liquore alla cipolla.